# Anders Stävberg
Anders Olof Stävberg, född 16 november 1943 i Brännkyrka församling i Stockholms stad, är en svensk militär.

## Biografi
Stävberg avlade studentexamen i Stockholm 1963. Han avlade sjöofficersexamen vid Sjökrigsskolan 1966 och utnämndes samma år till fänrik i flottan, där han befordrades till löjtnant 1968 och till kapten 1972. Han gick Stabskursen vid Militärhögskolan 1976–1978 och befordrades till örlogskapten 1977. Åren 1984–1987 gick han Högre operativa chefskursen vid Försvarshögskolan, varpå han 1988–1989 var chef för 11. robotbåtsdivisionen vid Första ytattackflottiljen. År 1990 befordrades han till kommendör, varefter han var chef för Marinlinjen på Militärhögskolan 1990–1993, chef för Berga örlogsskolor 1994–1996 och flaggkapten i Kustflottan 1996–1998. Stävberg befordrades till kommendör av första graden 1998 och var chef för Operativa institutionen vid Försvarshögskolan 1998–2002.
Anders Stävberg invaldes 1988 som ledamot av Kungliga Örlogsmannasällskapet.